# Julián Herranz Casado
Julián Herranz Casado (Baena, 31 marzo 1930) è un cardinale e arcivescovo cattolico spagnolo, dall'11 maggio 2010 presidente emerito della Commissione disciplinare della Curia romana.

## Biografia
È membro numerario dell'Opus Dei dal 1949. Riceve l'ordine sacro il 7 agosto 1955, successivamente si laurea in diritto canonico in Italia. In precedenza si era laureato in Medicina (con specializzazione in Psichiatria). Dal 1960 presta servizio nella Curia romana.
Per oltre trent'anni ha vissuto al fianco di san Josemaría Escrivá de Balaguer, fondatore dell'Opus Dei.
Eletto arcivescovo titolare di Vertara il 15 dicembre 1990, riceve la consacrazione episcopale il 6 gennaio 1991.
Elevato al rango di cardinale da papa Giovanni Paolo II nel concistoro del 21 ottobre 2003, è presidente emerito del Pontificio consiglio per i testi legislativi e presidente emerito della Commissione disciplinare della Curia romana.
È stato membro della Congregazione per i Vescovi, della Congregazione per le Cause dei Santi, della Congregazione per l'Evangelizzazione dei Popoli, della Congregazione per il Culto Divino e la Disciplina dei Sacramenti, del Pontificio consiglio per i laici, della Pontificia commissione "Ecclesia Dei" e del Supremo tribunale della Segnatura apostolica.
Ha fatto parte della Commissione internazionale di inchiesta su Međugorje, istituita da papa Benedetto XVI allo scopo di esaminare e valutare il fenomeno delle asserite apparizioni mariane iniziato a Međugorje nel 1981.
È uno dei cardinali che ha celebrato la Messa tridentina dopo la Riforma liturgica.
Non è più un cardinale elettore dal 31 marzo 2010, giorno del suo ottantesimo compleanno.
Il 24 aprile 2012 è nominato presidente della commissione costituita da papa Benedetto XVI per indagare sulla fuoriuscita di notizie e documenti riservati dal Vaticano (Vatileaks) insieme ai cardinali Jozef Tomko e Salvatore De Giorgi.
Il 12 giugno 2014 opta per l'ordine presbiterale, mantenendo invariata la diaconia elevata pro hac vice a titolo presbiterale.

## Opere
- Due papi. I miei ricordi con Benedetto XVI e Francesco, Piemme, 2003, ISBN 978-88-566-9421-5;
- Nei dintorni di Gerico: ricordi degli anni con san Josemaría & con Giovanni Paolo II, Milano, Ares, 2006, ISBN 978-88-8155-345-7.

## Genealogia episcopale
La genealogia episcopale è:
- Cardinale Scipione Rebiba
- Cardinale Giulio Antonio Santori
- Cardinale Girolamo Bernerio, O.P.
- Arcivescovo Galeazzo Sanvitale
- Cardinale Ludovico Ludovisi
- Cardinale Luigi Caetani
- Cardinale Ulderico Carpegna
- Cardinale Paluzzo Paluzzi Altieri Degli Albertoni
- Papa Benedetto XIII
- Papa Benedetto XIV
- Papa Clemente XIII
- Cardinale Enrico Benedetto Stuart
- Papa Leone XII
- Cardinale Chiarissimo Falconieri Mellini
- Cardinale Camillo Di Pietro
- Cardinale Mieczysław Halka Ledóchowski
- Cardinale Jan Maurycy Paweł Puzyna de Kosielsko
- Arcivescovo Józef Bilczewski
- Arcivescovo Bolesław Twardowski
- Arcivescovo Eugeniusz Baziak
- Papa Giovanni Paolo II
- Cardinale Julián Herranz Casado